# Pozuelo, Albacete
Pozuelo är en kommunhuvudort i Spanien.   Den ligger i provinsen Provincia de Albacete och regionen Kastilien-La Mancha, i den centrala delen av landet, 230 km sydost om huvudstaden Madrid. Pozuelo ligger 848 meter över havet och antalet invånare är 673.
Terrängen runt Pozuelo är platt åt nordost, men åt sydväst är den kuperad. Terrängen runt Pozuelo sluttar norrut.Runt Pozuelo är det mycket glesbefolkat, med 7 invånare per kvadratkilometer. Närmaste större samhälle är Balazote, 9,4 km nordväst om Pozuelo. Trakten runt Pozuelo består till största delen av jordbruksmark.